# Långnäbbad piplärka

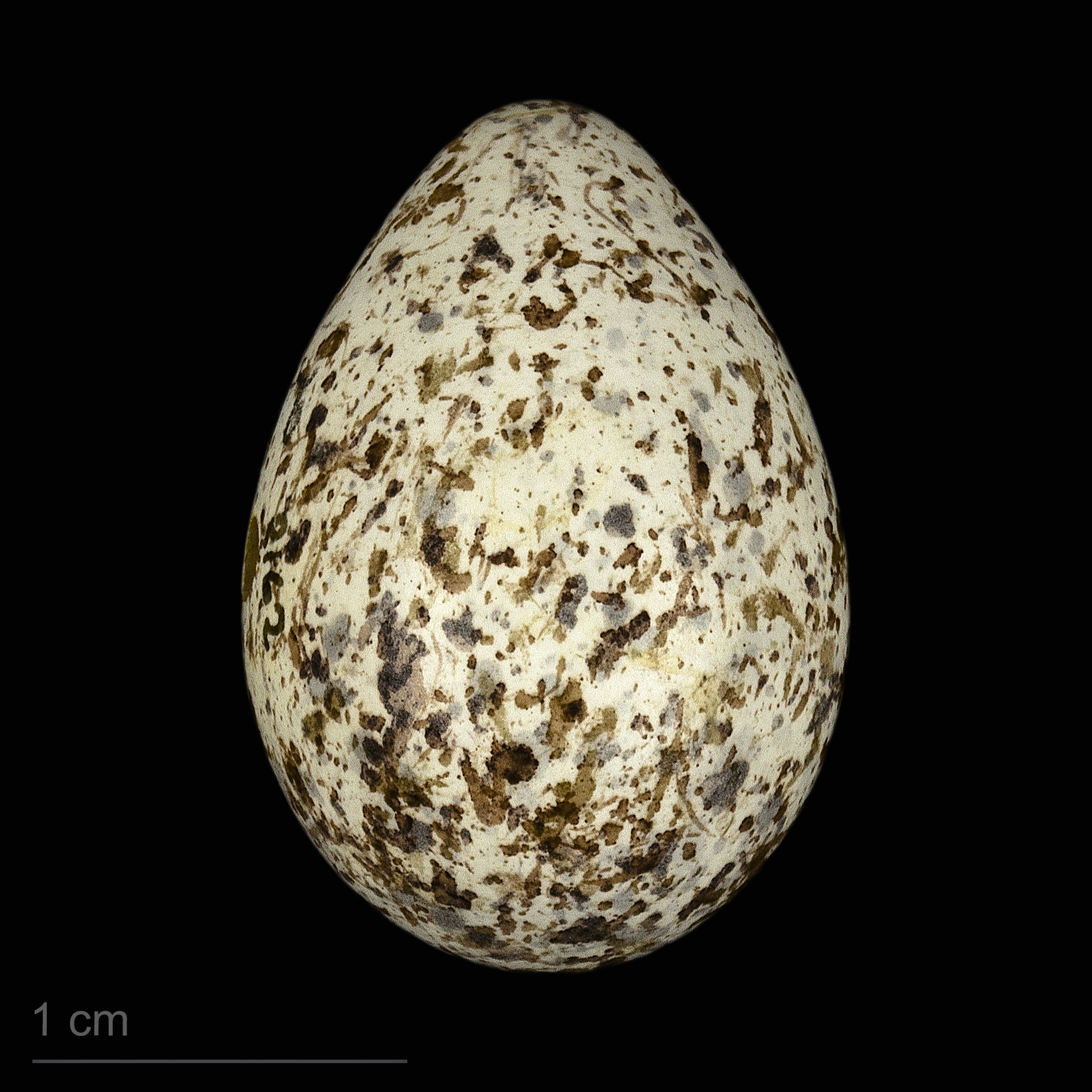
Anthus similis captus

Långnäbbad piplärka (Anthus similis) är en vida spridd tätting i familjen som förekommer i både Afrika och Asien.

## Kännetecken

### Utseende
Långnäbbad piplärka är en rätt stor piplärka med en kroppslängd på 16-17,5 centimeter. Den är lik fältpiplärkan (Anthus campestris), brungrå med nästan otecknad undersida med bara lätt streckat bröst, svagt tecknad ovansida, mörk tygel och ljust ögonbrynsstreck. Långnäbbad piplärka är dock marginellt större samt har både längre stjärt och som namnet avslöjar längre näbb. I dräkten är den gråare och mindre kontrastrik. Den har smalare men längre ögonbrynsstreck, suddigare tecknat bröst och en mer varmbeige ton på buken.

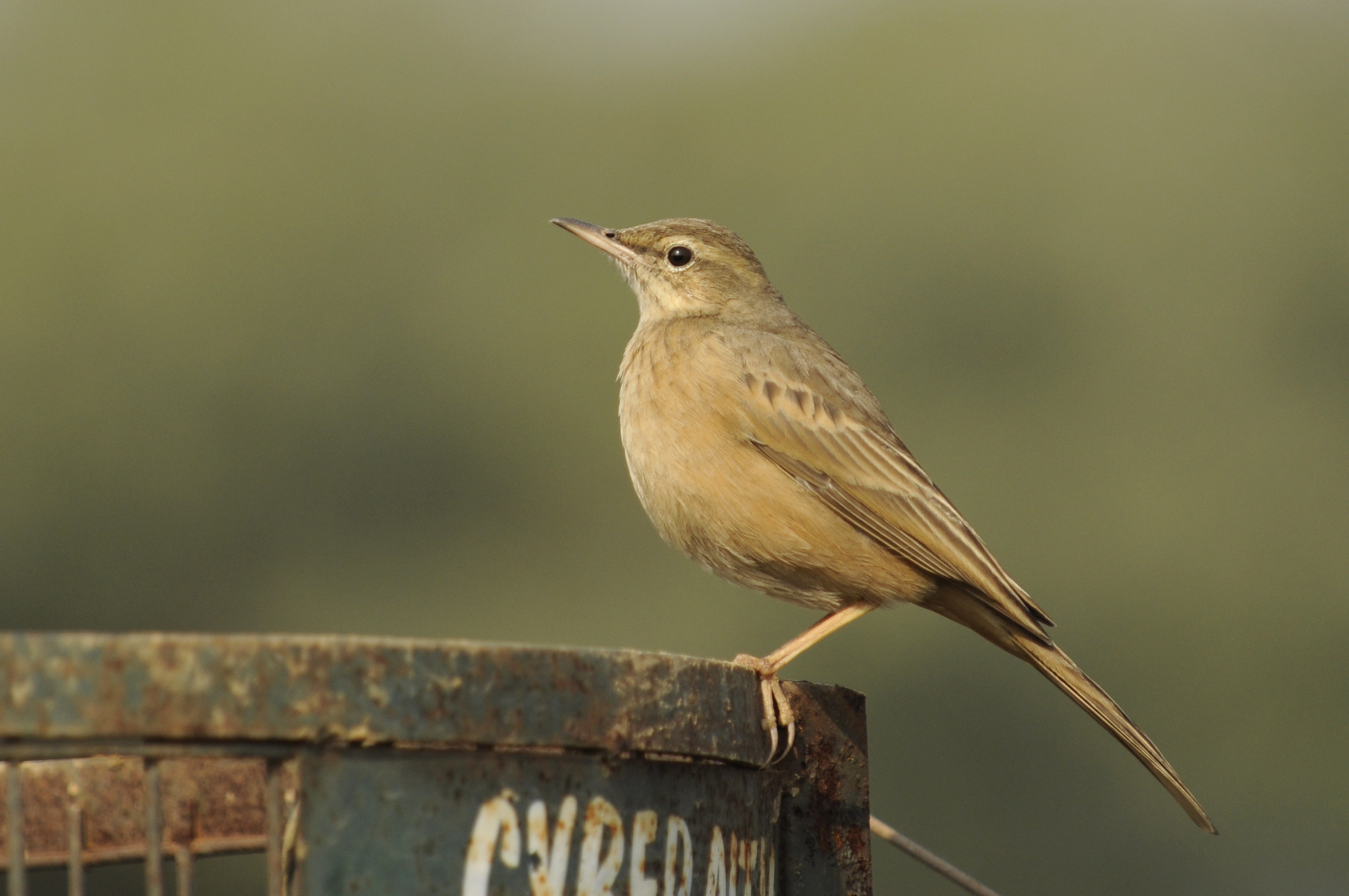
I Haryana, Indien.

### Läten
Locklätet liknar stenökenlärkans, ett kort "tjupp". Sången som utförs från en klippa eller i fladdrande sångflykt är släpig och fältpiplärkelik men mer varierad.

## Utbredning och systematik
Långnäbbad piplärka har ett mycket stort utbredningsområde och förekommer både i Afrika söder om Sahara samt i Asien från Israel österut till Burma. Clements et al delar in arten i hela 15 underarter med följande utbredning:
- Anthus similis bannermani – bergstrakter från sydvästra Mali, Guinea, Sierra Leone, norra Liberia till västra Kamerun
- Anthus similis captus – Libanon, Syrien, Israel, Palestina och västra Jordanien
- Anthus similis arabicus – sydvästra, södra och sydöstra Arabiska halvön
- Anthus similis sokotrae – ön Sokotra
- Anthus similis chyuluensis – Kenya och norra Tanzania
- nivescens-gruppen
  - Anthus similis asbenaicus – södra Sahara i centrala och östra Mali och centrala Niger
  - Anthus similis jebelmarrae – bergstrakter i västra och centrala Sudan
  - Anthus similis nivescens – bergstrakter i sydöstra Egypten samt från Rödahavskusten i nordöstra Sudan söderut till norra Kenya
  - Anthus similis hararensis – högländer i Eritrea, Etiopien, Kenya och Tanzania
  - Anthus similis dewittei – högländer i Kongo-Kinshasa, sydvästra Uganda, Rwanda, Burundi och Angola
- jerdoni-gruppen
  - Anthus similis decaptus – södra Iran till västra Pakistan, flyttar till nordvästra Indien
  - Anthus similis jerdoni – bergstrakter från östra Afghanistan till västra Nepal, flyttar till nord-centrala Indien, Bangladesh
- similis-gruppen
  - Anthus similis similis – Indiska halvön (Bombay till Karnataka och västra Tamil Nadu)
  - Anthus similis travancoriensis – sydvästra Indien
- Anthus similis yamethini – centrala Myanmar

Tongivande International Ornithological Congress inkluderar istället travancoriensis i similis men urskiljer å andra sidan underarten moco i centrala Angola.
Arten är en mycket sällsynt gäst i Europa, med fynd endast från Cypern.
Tidigare behandlades miombopiplärka (A. nyassae) som en underart till långnäbbad piplärka, men urskiljs numera allmänt som egen art. Vidare urskiljs numera vanligen sydafrikanska svedjepiplärka (A. nicholsoni) som en egen art efter studier. Birdlife International och IUCN svedjepiplärkan i långnäbbad piplärka.
Typexemplaren av tidigare erkända fågelarten Anthus longicaudatus har visats sig bestå av individer från långnäbbad piplärka och Anthus vaalensis och är därför inte giltig.

### Släktestillhörighet
DNA-studier visar att arterna i släktet Anthus inte står varandra närmast, där typarten för släktet ängspiplärkan står närmare piplärkorna i Macronyx än långnäbbad piplärka och dess närmaste släktingar (bland andra större piplärka och fältpiplärka och en rad afrikanska arter). Det medför att långnäbbad piplärka antingen kommer föras till ett annat släkte i framtiden, eller att Macronyx inkluderas i Anthus. Inga större taxonomiska auktoriteter har dock ännu implementerat dessa nya forskningsresultat.

## Levnadssätt
Långnäbbad piplärka hittas på karga sluttningar med kalklippor och låg vegetation, från havsnivå till 2600 meters höjd, i nordöstra Afrika 1300–1800 meter. Den lever av insekter och andra små ryggradslösa djur, men också frön, som den huvudsakligen intar på marken. I en djup skål av gräs på marken lägger honan två till tre ägg som hon själv ruvar i 13-14 dagar. I Israel boparasiteras den ofta av gök (Cuculus canorus).

## Status och hot
Arten har ett mycket stort utbredningsområde och en stor population med stabil utveckling. Utifrån dessa kriterier kategoriserar IUCN arten som livskraftig (LC). Den anses vida spridd och lokalt frekvent förekommande i hela utbredningsområdet. I nordöstra Afrika vidgar den troligen sitt utbredningsområde. Notera dock att IUCN inkluderar svedjepiplärkan i bedömningen.